# Kisiele
Kisiele [kiˈɕɛlɛ] es un pueblo ubicado en el distrito administrativo de Gmina Rozprza, dentro del Distrito de Piotrków, Voivodato de Łódź, en Polonia central. Se encuentra aproximadamente a 4 kilómetros al norte de Rozprza, a 9 kilómetros al suroeste de Piotrków Trybunalski, y a 51 kilómetros al sur de la capital regional Łódź.